# Беотия
Беотия (на гръцки: Βοιωτία, старогръцко произношение – Бойотия, новогръцко – Виотия) е областна единица в Гърция, част от област Централна Гърция.

## Античност
Беотия е историко-географска област в Древна Гърция. Разположена е на втората по големина равнина в Гърция, след тази в Тесалия. Богата област, имала много полиси – Тива, Левктра, Орхомен, Платея, Лебадея. На северозапад граничи с Фокида (разделя ги планината Хеликон), а на югоизток с Атика (разделя ги планината Китерон). В Лебадея има светилище на Зевс.
Според Ефор Беотия първоначално е обитавана от варварите аони и темники (отишли там от Сунинон), както и от лелеги и хианти. По-късно пристигат финикийците на Кадъм, които основават Тива. След като са нападнати от траки и пеласги, разнородните беоти се оттгелят в Тесалия. По-късно те се завръщат, като присъединяват Орхомене, т.е. минийците, заедно с които отхвърлят пеласгите в Атина, а траките - в Парнас. Това раздвижване на племената и покоряването на минийците, довело до ликвидирането на микенската култура в Беотия, се датира около ХІІ в. пр. Хр.
Древните беотийци са известни с конницата си. През класическа епоха Тива доминира в Беотия, като обединява полисите в Беотийски съюз, който е съюзник на Атина. Беотия и Тива са център на влияние на минойската цивилизация в Континентална Гърция.
По време на гръко-персийските войни Тива е на страната на Персия. По време на пелопонеската война Тива е на страната на Спарта, разграбвайки Атика и превръщайки се в един от най-богатите полиси. Тиванската хегемония на Беотия в Древна Гърция в началото на 4 век пр.н.е. е унищожена след битката при Херонея (338г.пр.Хр.), след които т.нар. Тиванска хегемония престава да съществува.
По времето на Александър Македонски Тива като главен полис на Беотия е символично разрушена с цел да се покаже, че идва нов свят – на Древна Македония, и на първата глобална империя в историята – тази на Александър Велики. Политическата сила на полиса е изчерпана. „Беотийците“ остават лоялни към Македония и подкрепят македонските царе срещу Рим.

## Родени в Беотия
- Епаминонд
- Горгид
- Хезиод
- Пелопид
- Пиндар
- Плутарх
- Нарцис
- Бакис